# OK Computer
OK Computer és el tercer LP d'estudi de la banda britànica Radiohead, publicat el 13 de juny de l'any 1997. Sota la producció de Nigel Godrich, Radiohead va continuar treballant amb la guitarra com a base però ampliant les influències del rock alternatiu i establint la base de la seva posterior música experimental. Tot i que el grup no el considera un disc conceptual, tant les lletres com la música i l'art escapen de la indústria comercial amb temes com el consumisme, la desconnexió social, l'estancament polític i el malestar. L'àlbum va comptar amb un gran èxit comercial i de crítica posant al grup britànic al front de la música rock moderna, sent considerat per molts com el millor disc de Radiohead.
OK Computer va ser nominat als premis Grammy de 1998 en la categoria "Millor actuació de música alternativa". Per als experts i els crítics musicals pot ser que sigui un dels millors àlbums després del Sgt. Pepper's Lonely Hearts Club Band (The Beatles) quant a canvi es refereix, ja que ambdós van ser intenses transicions d'un estil musical a altre més pur i madur. El disc, considerat el Dark Side of the Moon de la dècada dels 90, es presenta com el salt qualitatiu i quantitatiu d'aquesta banda, que fins al segon àlbum solament presentava quadres regulars i clàssics del rock dels 90. No obstant això, el concepte propositiu i de ruptura de les bases que fins llavors es van marcar en el rock contemporani es trenquen amb aquest disc. Entre les cançons més conegudes d'aquest disc hi figuren la ja nomenada "Paranoid Android", "Karma Police" i "No Surprises". També s'inclouen temes molt estimats com "Lucky", o "The Tourist". Al Regne Unit van arribar a la posició més alta de la llista mentre que als Estats Units van aconseguir la seva millor posició de la seva trajectòria. L'àlbum fou certificat amb diversos discs de platí a diferents països del món.

## Informació
Després de l'èxit obtingut amb el seu segon àlbum, The Bends, Radiohead va decidir autoproduir el seu tercer treball malgrat que diversos productors es van oferir per treballar amb ells. A mesura que es van posar a treballar en el nou material musical, van demanar consells a Nigel Godrich per comprar el seu propi equip de gravació, així que eventualment va contribuir com a co-productor del disc. La gira presentant The Bends fou molt estressant i el grup va decidir fer un descans a principis del 1996 amb el desig reorientar el seu estil musical i líric. Aquest fou molt introspectiu i tornar a realitzar el procés de trobar la seva ànima els resultava molt avorrit.
Per evitar les tensions que es van produir durant les sessions de gravació de The Bends, la discogràfica EMI no els va imposar cap data límit de producció. Això els va permetre assajar les cançons tranquil·lament des dels inicis de 1996 i canviar d'entorn de treball, com per exemple assajar a un estudi poc convencional com els Canned Applause de Didcot que no tenia ni lavabo ni aigua potable. Tot i això, van tenir discussions per decidir si autoproduir-se o encarregar la producció a algú, o també perquè després de tants dies no se sentien còmodes amb les infraestructures de Canned Applause. Després d'acabar la composició de quatre cançons, van decidir iniciar una petita gira pels Estats Units fent de teloners d'Alanis Morissette que van aprofitar per introduir algunes de les noves cançons. En finalitzar l'estiu van reprendre la sessions de gravació a la mansió St Catherine's Court de Bath. Van aprofitar diverses habitacions de la mansió per crear diferents atmosferes. A final d'any van tornar a Canned Applause per acabar algunes cançons i el gener de 1997 van enregistrar les seccions de corda i la masterització als Abbey Road Studios de Londres.
Thom Yorke va explicar que el punt de partida de l'àlbum fou "la increïble densitat i el so terrorífic" de Bitches Brew del compositor de jazz Miles Davis, extraient influències dels compositors Ennio Morricone i Krzysztof Penderecki. A nivell de lletres, Yorke va comentar que aquest treball no era tan íntim com de The Bends, sinó que parlava del que observava al seu entorn i observant persones que veia pel carrer.
Yorke va explicar que el títol del disc el van escollir quan en un viatge promocional al Japó van entrar en na botiga de discs i un noi va cridar "OK COMPUTER" molt fort i tota la gent que hi havia a la botiga va fer el mateix càntic a la vegada. Pel camí van descartar els títols de Ones and Zeroes en referència al codi binari o Your Home May Be at Risk If You Do Not Keep Up Payments. La portada de l'àlbum és un collage d'imatges i un text realitzat per Stanley Donwood, qui apareix en els crèdits com a creador de moltes portades de Radiohead.
La recepció per part de la crítica fou pràcticament unànime en valorar molt positivament OK Computer. Moltes revistes van donar la seva puntuació màxima, lloant la seva ambició lírica, l'exploració musical i la innovació. Un fet important és que la majoria de mitjans van destacar la qualitat de totes les dotze cançons, no només del senzills llançats. Els mitjans estatunidencs no van ser tan entusiastes com els europeus i malgrat destacar la seva qualitat, van indicar que el disc no era fàcil d'escoltar. Tot i indicar que no era el millor àlbum del grup, ja que The Bends era superior, el lloaven com un dels millors discs de l'any. En reconeixement de la seva qualitat, la revista Rolling Stone el va introduir en la posició 162 de la llista dels 500 millors àlbums de tots els temps l'any 2003.
OK Computer fou nominat a diversos premis a tot el món durant els anys 1997 i 1998 com al Mercury Prize pel millor àlbum britànic o al Grammy Award pel millor àlbum alternatiu.

## Llista de cançons
Totes les cançons foren escrites i compostes per Radiohead. 
| Núm.          | Títol                         | Durada |
| ------------- | ----------------------------- | ------ |
| 1.            | «Airbag»                      | 4:44   |
| 2.            | «Paranoid Android»            | 6:23   |
| 3.            | «Subterranean Homesick Alien» | 4:27   |
| 4.            | «Exit Music (For A Film)»     | 4:24   |
| 5.            | «Let Down»                    | 4:59   |
| 6.            | «Karma Police»                | 4:21   |
| 7.            | «Fitter Happier»              | 1:57   |
| 8.            | «Electioneering»              | 3:50   |
| 9.            | «Climbing Up The Walls»       | 4:45   |
| 10.           | «No Surprises»                | 3:48   |
| 11.           | «Lucky»                       | 4:19   |
| 12.           | «The Tourist»                 | 5:24   |
| Durada total: | Durada total:                 | 53:27  |

## Posicions en llista
| Llista (1997)    | Posició |
| ---------------- | ------- |
| UK Albums Chart  | 1       |
| US Billboard 200 | 21      |
| Canadà           | 3       |
| França           | 3       |
| Nova Zelanda     | 1       |
| Austràlia        | 7       |
| Alemanya         | 27      |
| Espanya          | 42      |

## Guardons
Premis
- 1998: Grammy al millor àlbum de música alternativa

Nominacions
- 1998: Grammy a l'àlbum de l'any

## Curiositats
- En el 2006, el grup Easy Star All Stars va treure una versió reggae del disc anomenada Radiodread.